# Bataille de Lorraine (1914)
 (août 2025).
La mise en forme du texte ne suit pas les recommandations de Wikipédia : il faut le « wikifier ».
Les points d'amélioration suivants sont les cas les plus fréquents. Le détail des points à revoir est peut-être précisé sur la page de discussion.
- Les titres sont pré-formatés par le logiciel. Ils ne sont ni en capitales, ni en gras.
- Le texte ne doit pas être écrit en capitales (les noms de famille non plus), ni en gras, ni en italique, ni en « petit »…
- Le gras n'est utilisé que pour surligner le titre de l'article dans l'introduction, une seule fois.
- L'italique est rarement utilisé : mots en langue étrangère, titres d'œuvres, noms de bateaux, etc.
- Les citations ne sont pas en italique mais en corps de texte normal. Elles sont entourées par des guillemets français : « et ».
- Les listes à puces sont à éviter, des paragraphes rédigés étant largement préférés. Les tableaux sont à réserver à la présentation de données structurées (résultats, etc.).
- Les appels de note de bas de page (petits chiffres en exposant, introduits par l'outil «  Source ») sont à placer entre la fin de phrase et le point final[comme ça].
- Les liens internes (vers d'autres articles de Wikipédia) sont à choisir avec parcimonie. Créez des liens vers des articles approfondissant le sujet. Les termes génériques sans rapport avec le sujet sont à éviter, ainsi que les répétitions de liens vers un même terme.
- Les liens externes sont à placer uniquement dans une section « Liens externes », à la fin de l'article. Ces liens sont à choisir avec parcimonie suivant les règles définies. Si un lien sert de source à l'article, son insertion dans le texte est à faire par les notes de bas de page.
- La présentation des références doit suivre les conventions bibliographiques. Il est recommandé d'utiliser les modèles {{Ouvrage}}, {{Chapitre}}, {{Article}}, {{Lien web}} et/ou {{Bibliographie}}. Le mode d'édition visuel peut mettre en forme automatiquement les références.
- Insérer une infobox (cadre d'informations à droite) n'est pas obligatoire pour parachever la mise en page.

Pour une aide détaillée, merci de consulter Aide:Wikification.
Si vous pensez que ces points ont été résolus, vous pouvez retirer ce bandeau et améliorer la mise en forme d'un autre article.
Pour les combats de la Seconde Guerre mondiale à l'hiver 1944-1945, voir Campagne de Lorraine.
Première Guerre mondiale
Dans le cadre de la bataille des Frontières, la très grande bataille de Lorraine (Schlacht in Lothringen en allemand) a mobilisé 1 200 000 hommes sous les uniformes français et allemands. Elle a opposé les 1e et 2e armées françaises aux VIe et VIIe armées allemandes du début août au 15 septembre 1914.
Du côté français, y ont participé 600 000 soldats et officiers venus des 47 départements des 10 régions militaires ayant pour chef-lieux Nancy, Épinal, Besançon, Bourges, Tours, Clermont-Ferrand, Lyon, Marseille, Montpellier, Bordeaux.
Elle s’est déroulée sur près de 45 jours en quatre phases de part et d’autre des 90 km (à vol d’oiseau) entre Pont-à-Mousson sur la Moselle et le Donon (1 008 m) sur le versant alsacien du massif vosgien.

## Analyse introductive à la bataille de Lorraine
Comment ont évolué les stratégies internes et externes — géopolitiques comme militaires — de la France et de l’Allemagne de 1871 à 1914 ?
Concernant l'Allemagne, la montée en puissance de sa démographie (de 41 à 67 millions d’habitants) comme de sa puissance industrielle (2e rang mondial) et de ses forces militaires terrestres explique ses ambitions impérialistes et son plan à l’ouest. Plan d'une part offensif avec l'invasion de la France par la Belgique et, d'autre part, défensif dans un premier temps en Moselle allemande et en Alsace.
Concernant la France, la mutation de sa stratégie défensive (avec le système Séré de Rivières) en doctrine de l'offensive (développée notamment par Foch) explique en partie le refus en 1911 du gouvernement Joseph Caillaux de prendre en compte les propositions du général Michel. Gouvernement Caillaux qui limoge donc le général Michel et nomme à sa place le général Joffre secondé par le général de Castelnau, maître d'œuvre du plan XVII de mobilisation des armées.
La volonté du général Michel était de défendre prioritairement la frontière nord de la France et d'engager en 1re ligne des unités mixtes d'appelés et de réservistes comme on s'y est préparé en Allemagne. Mais les gouvernements français en ont décidé différemment. Et c'est ainsi que la conduite de la guerre opérée par Joffre et son GQG en août 1914 se traduit d'abord par l'offensive des 1re et 2e armées en Alsace (à partir du 7 août) et en Moselle allemande (à partir du 14 août). Offensive piégée par les VIe  et VIIe armées allemandes notamment en Moselle où elles sont positionnées sur leur ligne de défense Metz-Morhange-nasse de Dieuze-Sarrebourg à une vingtaine de kilomètres en retrait de la frontière.

## Concernant la bataille de Lorraine, on se trouve en présence de deuxhistoriographies
La première — qui remonte à août 1914 — divise d'abord la bataille du 14 au 20 août 1914 en deux grandes zones de combats. À l'ouest celle dénommée bataille de Morhange (les 19 et 20 août) et qui concernait alors les 200 000 hommes des 9e, 20e, 15e et 16e corps appartenant à la 2e armée commandée par le général Édouard de Castelnau. Et à l'est, celle dénommée bataille de Sarrebourg (les 18, 19 et 20 août) et qui concernait alors les 200 000 hommes des 8e, 13e, 21e et 14e corps appartenant à la 1re armée commandée par le général Augustin Dubail.
À l'ouest, la focalisation sur le petit bourg militarisé de Morhange - jamais attaqué et jamais conquis de toute la Grande Guerre - s'explique par le seul fait qu'il concernait un des objectifs d'attaque du seul 20e corps commandé par le général Ferdinand Foch. 
Une historiographie qui, d'une part, valorise les secteurs respectifs des généraux Ferdinand Foch et Augustin Dubail et qui, d'autre part, occulte leurs échecs meurtriers dont ils se dédouanent en accusant les soldats du Midi d'être les responsables de la défaite française du 20 août en Lorraine. Ferdinand Foch en accusant ceux du 15e corps positionnés sur sa droite? Et Augustin Dubail en accusant ceux du 16ecorps positionnés sur sa gauche. Accusation attestée par les Journaux des marches et opérations (JMO) de Foch et de Dubail en date du 20 août et reprise — comme vérité d’État — par Joffre dans sa déclaration du 21 août au ministre de la Guerre. Accusation médiatisée dans toute la France trois jours après par l’article du quotidien parisien Le Matin. Article normalement interdit par la censure mais signé par le sénateur Gervais très grand ami ministre de la Guerre Adolphe Messimy responsable en chef de ladite censure. Et cela alors que le JMO 25/1 de la 2e armée du général de Castelnau ne reprend en rien cette accusation et cette version fallacieuse des faits. Historiographie ignorant par ailleurs la victoire décisive de Castelnau, à partir du 25 août, dans « sa » trouée de Lunéville occultée et remplacée depuis 1914 par la « trouée de Charmes » qui relève du système défensif du XIXe siècle dit « Séré de Rivières ». Trouée de Charmes où il n’y eut aucun combat durant toute la Grande Guerre.

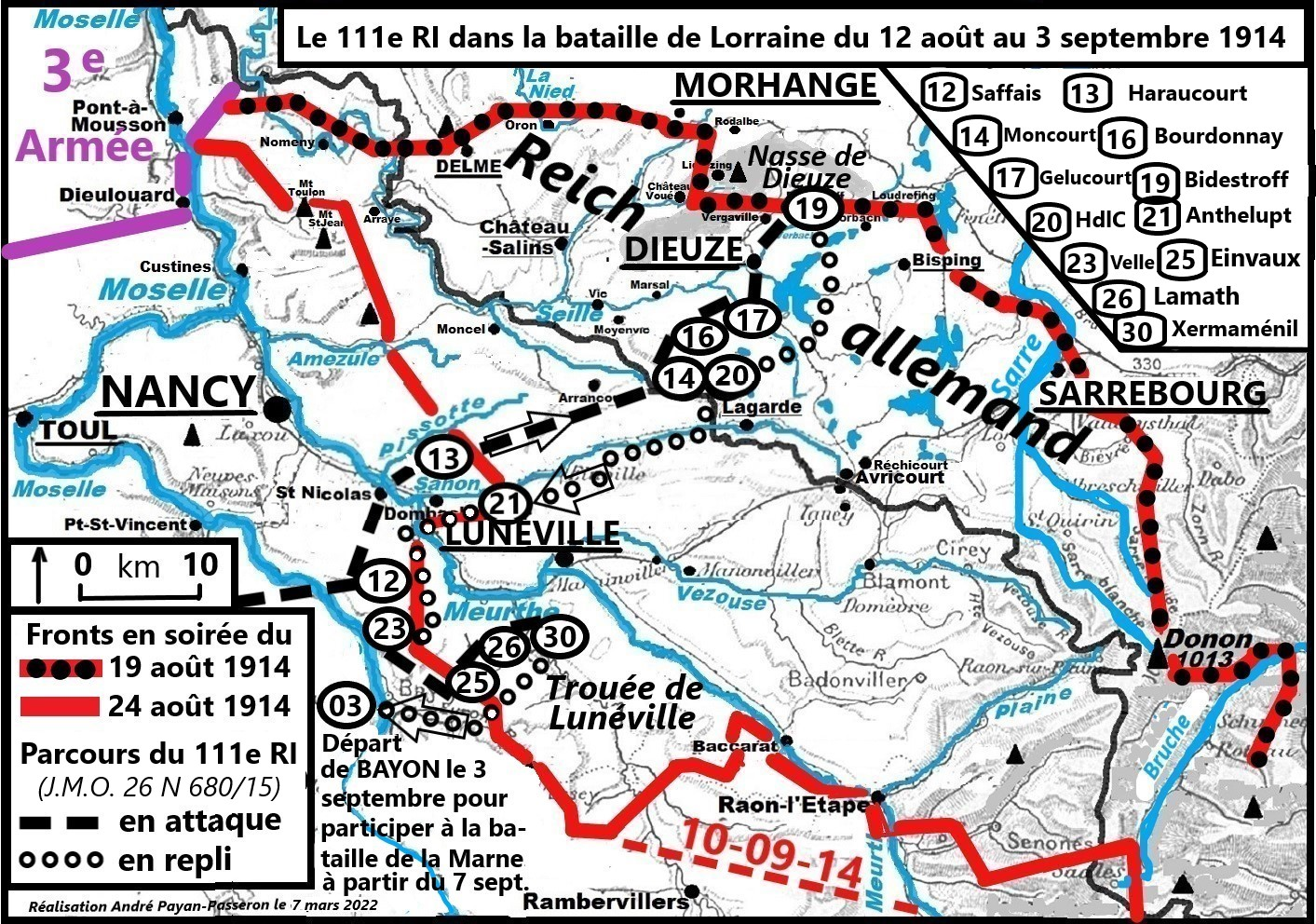
Le Ri (15e corps) dans la bataille de Lorraine du 12 août au 3 septembre 1914

La seconde historiographie — plus récente — propose une vision d'ensemble de la bataille de Lorraine englobant la totalité de ses zones de combats sur la durée. Ce faisant, elle explore, d’une part dans le temps l'avant et l'après des « 19-20 août » et, d’autre part, tout l'espace des combats compris entre les fronts extrêmes du 19 août au soir et - après la défaite du 20 suivie du repli - du 24 août au soir. Elle analyse donc tout ce qui s'est passé sur les 100 kilomètres de front entre Pont-à-Mousson (exclu) à l'ouest et le massif du Donon à l'est. Front incluant, les 19-20 août, la nasse de Dieuze et la région des étangs (avec Bisping) entre Morhange et Sarrebourg.

## Les quatre phases principales de la bataille de Lorraine
La carte du parcours du 111e régiment d’infanterie d’Antibes qui fait partie de la 29e division de Nice (général Carbillet) du 15e corps illustre et légitime l'analyse de la bataille de Lorraine en quatre phases. La première jusqu'au 13 août inclus est celle dite de « couverture » avec le débarquement, la concentration et la progression des unités venues des autres régions militaires. La deuxième du 14 au 19 août avec l'offensive française apparemment victorieuse. Puis la troisième du 20 au 24 août avec la défaite et le plan de retraite conçu par le général de Castelnau et avalisé par Joffre. Et, enfin, à partir du 25 août, la contre-offensive victorieuse de la 2e armée avec les victoires décisives de Rozelieures, Landécourt et Blainville puis de Xermaménil et Gerbéviller remportées par les soldats du Midi de ses 15e et 16e corps dans la nasse de la trouée de Lunéville entre les positions défensives en avancée du Grand Couronné à l'ouest et du cours supérieur de la Meurthe en amont de Baccarat à l'est. Historiographie plus récente permettant d’étudier la bataille de Lorraine dans chacune de ses quatre phases — de part et d’autre des 90 km de frontière (à vol d'oiseau) entre Pont-à-Mousson et le Donon — du début du mois d’août au 15 septembre 1914.

## Jusqu'au13 aoûtinclus: la phase dite de«couverture de la frontière»
La « couverture de la frontière » entre la Meurthe-et-Moselle française et la Moselle allemande relève alors, du nord-ouest au sud-est, de quatre secteurs d'une vingtaine de kilomètres de profondeur : celui de Woëvre septentrionale (incombant au 2e corps d'armée d'Amiens commandé par le général Gérard), celui de Woëvre méridionale (incombant au 6e corps d'armée de Châlons-sur-Marne commandé par le général Sarrail), celui de Basse-Meurthe (incombant au 20e corps d'armée de Nancy commandé par le général Foch) et celui de Haute-Meurthe (incombant au 21e corps d'armée d'Épinal commandé par le général Legrand-Girarde). Et, par « couverture », il faut entendre la totale protection de la frontière (y compris sa défense armée) par le chef militaire qui en a la responsabilité dans son secteur.

### Jusqu'au5 aoûtinclus, les généraux Foch et Legrand-Girarde en sont responsables
Sur ordre du ministre de la Guerre, les dispositions de couverture sont prises dès le 30 juillet 1914. Mais l'interdiction de ne pas dépasser la ligne des dix kilomètres en deçà de la frontière, qui avait été prise pour s'assurer l'indispensable concours du Royaume-Uni, est levée le 3 août avec défense cependant de dépasser la frontière. Alors que le général Legrand-Girarde laisse pénétrer les forces ennemies dans son secteur jusqu'à Blâmont, le général Foch, lui, fait franchir la frontière dès le 5 août à sa 2e DC (avec son 2e BCP) dans toute la zone de Moselle allemande limitée par la ligne de 18 km Château-Salins - Gelucourt ; et il va persévérer dans les jours qui suivent.

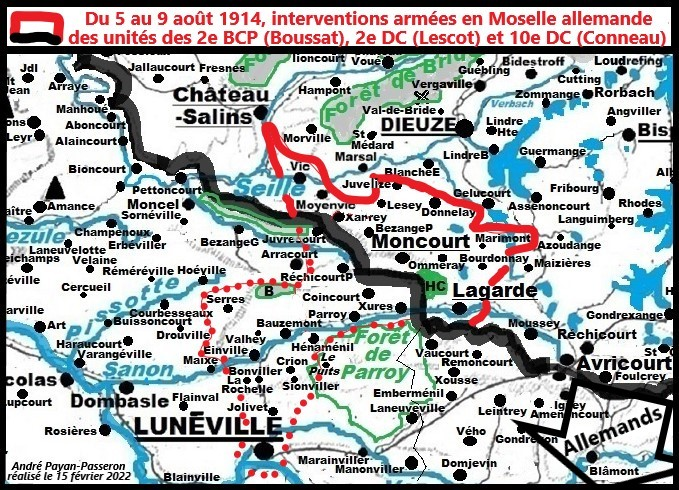
Du 5 au 9 août 1914, incursions armées françaises en Moselle allemande.

### À partir du6 août, ce sont les généraux de Castelnau et Dubail qui l'assurent
Le général Dubail va laisser les forces ennemies progresser dans son secteur tandis que le général Castelnau va couvrir les incursions armées en Moselle allemande du général Lescot qui, sous les ordres de Foch, dispose notamment des 1 500 chasseurs du 2e BCP et des 4 200 « sabres » de sa 2e DC : le 8 août jusqu'à Moncourt, Lagarde et château Marimont.
Le 9 août, le général de Castelnau retire au général Espinasse (chef des 55 000 hommes du 15e corps d'armée de Marseille qui sont encore en train de débarquer) son commandement sur la force de frappe constituée par les 6 700 hommes de sa 59e brigade mixte (6 200 fantassins d'attaque, 355 canonniers avec douze canons de 75 et 160 hussards). Commandement qu'il confie au général Lescot qui, le 10 août, envoie partie de ces 6 700 hommes conquérir en Moselle allemande la zone de sept kilomètres de Bezange-la-Petite à Moncourt, bois du Haut de la Croix et le village de Lagarde facilement réoccupé par 40 % des hommes de cette 59e brigade.

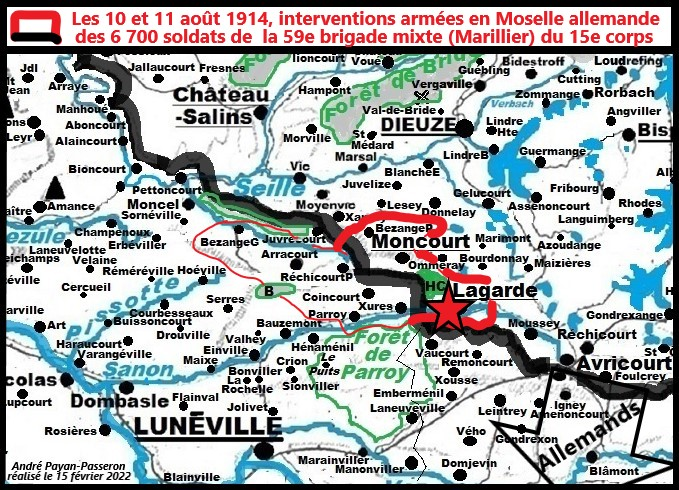
Les 10 et 11 août 1914, interventions armées françaises en Moselle allemande.

### Le11 aoûtà Lagarde: première défaite française en Lorraine
Les trois quarts de ces 2 667 engagés appartiennent au 2e bataillon du 48e RI de Nîmes et au 3e bataillon du 58e RI d'Avignon qui ont mis de nuit en défense le village. Ayant amené de très importantes forces d'infanterie et d'artillerie, l'ennemi attaque les Français qui se défendent jusqu'au bout avec 78 % de pertes pour les 2 667 engagés. Et c'est la première défaite française car ils ne sont pas soutenus par la 2e DC du général Lescot qui fait replier toutes ses unités pourtant déjà éloignées de plusieurs kilomètres. De plus, pour se disculper, celui-ci et ses proches officiers vont accuser ceux de la 59e brigade de lâcheté face à l'ennemi. C'est le début de la rumeur contre les soldats du Midi avec une accusation gravissime relevant du conseil de guerre et de la peine de mort. Mais c'est finalement le général Lescot qui sera limogé et remplacé par le général Grellet. Quant au général Castelnau, il fera replier ses troupes en deçà de la frontière et mettra même, temporairement, la 2e DC sous les ordres du général Espinasse.

### Les directions générales d’attaque fixées par Joffre et leur évolution

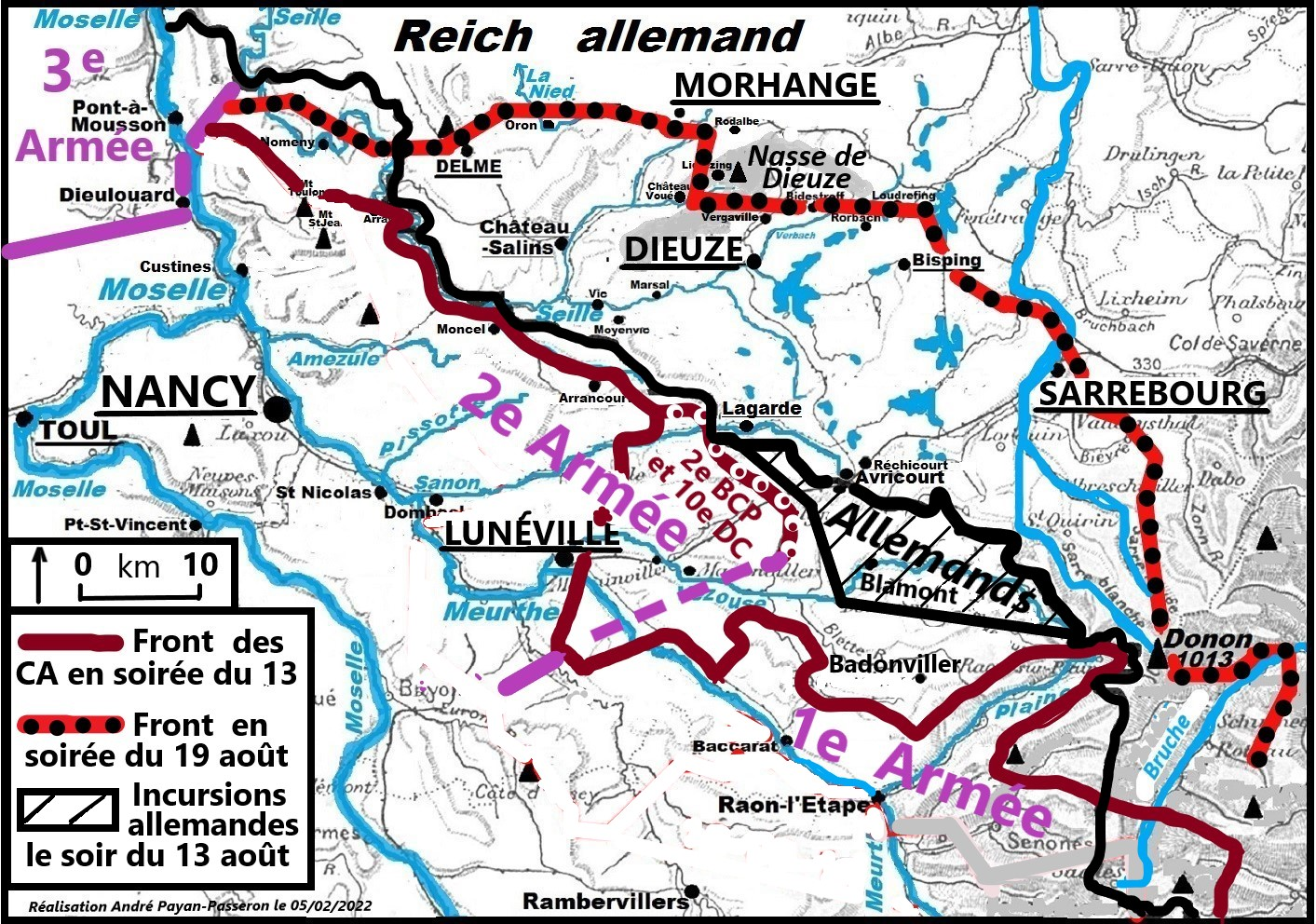
En trait marron le front des corps d'armée en soirée du 13 août avec celui en discontinu des 2e BCP et 10e DC de la 2e armée et, en hachuré noir, la présence allemande.

Le 6 août, Joffre précise à la 1re armée du général Dubail son axe principal d’offensive en Lorraine au départ de Baccarat sur la Meurthe. Un axe de direction du sud-ouest vers le nord-est sur 40 km jusqu’à Sarrebourg puis de direction sud-nord sur 42 km jusqu’à Sarreguemines avec une pénétration de 55 km en Moselle allemande. Axe que ceux de la 1re armée de Dubail auront tendance à transformer en limite ouest aux dépens de la 2e armée et notamment de ses 15e et 16e corps.
Le 8 août, Joffre adresse son Instruction générale no 1 personnelle à chacun des chefs des cinq armées françaises. Instruction qui sous-estime gravement les forces allemandes. Il fixe à la 1re armée, d’une part, sa limite d’action à l’ouest : de Charmes à Fénétrange, qu’elle ne respectera pas à partir du 14 août. Et, d’autre part, son objectif de « rechercher la bataille en appuyant au Rhin » et donc de « rejeter sur Strasbourg et la Basse-Alsace » les forces allemandes.
Quant à la 2e armée, elle « agira offensivement en direction générale de Sarrebruck sur le front Dieuze, Château-Salins, Delme » : direction du sud-ouest vers le nord-est perpendiculaire à la frontière. En date du 8 août, le plan de Joffre (et de son GQG) est donc, à partir du 14 août, une offensive conjointe des quelque 400 000 hommes engagés de sept corps d'armée des 1re et 2e armées françaises. Offensive vers le nord-est perpendiculaire aux 70 km de frontière (à vol d'oiseau) entre Aulnois-sur-Seille et le Donon (sur la carte supra).
Mais le 12 août, Joffre adresse au général Castelnau de nouvelles instructions concernant l’offensive du 14 août, instructions surprenantes qui annulent les précédentes : la 2e armée devra attaquer non plus vers le nord-est mais vers le sud-est en direction d’Avricourt et donc parallèlement à la frontière. Seuls les 20e et 15e corps attaqueront sur 22 km de frontière de Pettoncourt à Moncourt (inclus) pendant que le 16e corps progressera vers l'est comme pour porter secours à la 1re armée de Dubail qui est encore très éloignée de la frontière.

## Du 14 au19 aoûtinclus: l'offensive française en«Moselle allemande»

### Articles détaillés ressortissant à l'historiographie plus ancienne

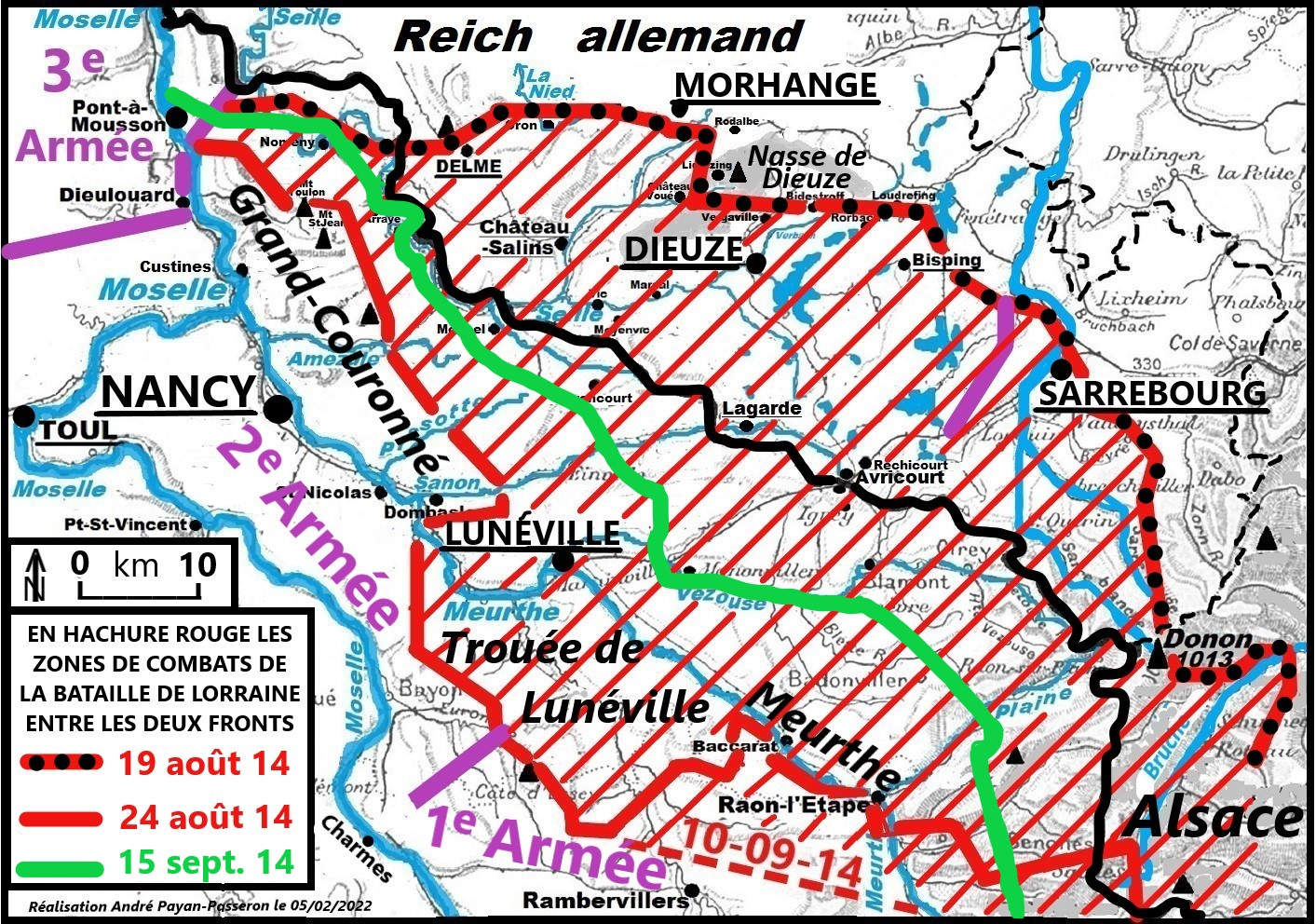
En trait rouge le front en repli du 24 août et, en vert, le front reconquis en date du 15 septembre 1914 avec le passage à la Guerre de tranchées.

La bataille de Morhange oppose les 19 et 20 août 1914 la 2e armée française commandée par le général Édouard de Castelnau à la VIe armée allemande commandée par le Kronprinz Rupprecht de Bavière. En parallèle, dans le sud-est de l'actuelle Moselle, la bataille de Sarrebourg met aux prises la 1re armée française du général Dubail et la VIIe armée allemande. Ces deux batailles se terminent par des échecs français face aux troupes de Rupprecht de Bavière, désormais surnommé le « Vainqueur de Metz ».

### Analyse ressortissant à l'historiographie plus récente

#### Les journées des 14, 15, 16 et17 août

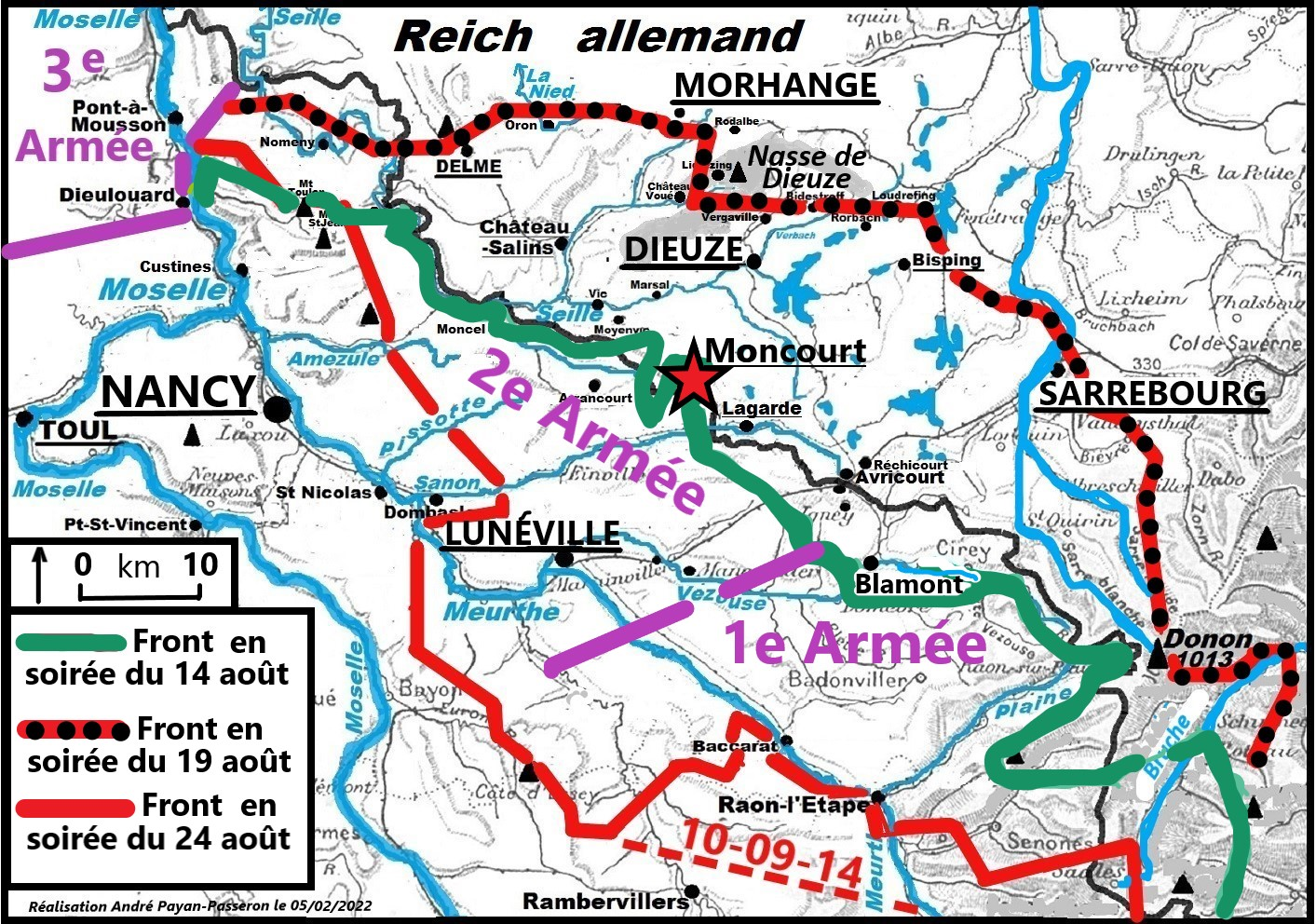
En trait vert le front des CA en soirée du 14 août avec, en trait noir, la frontière avec l'Allemagne.

Le 14 août, premier jour de l'offensive, seuls ceux du 20e corps (Foch) et du 15e corps (Espinasse) franchissent la frontière sur 22 km entre Pettoncourt et Moncourt inclus. Ceux du 20e corps, bombardés, occupent alors les 18 km de la crête frontalière, sans trop la dépasser, entre Pettoncourt et Moncourt exclu. En revanche, le commandement a positionné une force de frappe considérable sur 4 km seulement pour attaquer les forces allemandes de Moncourt et du bois du Haut-de-la-Croix. Dans la journée, le général Castelnau a donc fait converger sur Coincourt les 22 900 fantassins d'attaque des 29e DI (en 1re ligne) et 30e DI (en soutien) du 15e corps et ses 5 340 canonniers avec leurs 112 canons de 75.
Malgré le feu meurtrier des mitrailleuses et des canons ennemis positionnés en défense, ceux des 111e RI (Antibes) et 112e RI (Toulon) de la 57e brigade de la 29e division de Nice arrivent à prendre d'assaut le village de Moncourt en Moselle allemande et à mettre en fuite les fantassins allemands mais au prix de 1 168 mis hors de combat (20 % de leur effectif engagé). De leur côté, malgré les 989 d'entre eux mis hors de combat (16,5 % de leur effectif engagé), ceux des 3e RI (Digne) et 141e RI (Marseille) de la 58e brigade de cette même 29e division, n'ont pas réussi à chasser l'ennemi retranché trop solidement sur les bordures du bois du Haut-de-la-Croix.
De leur côté, ceux du 20e corps, au cours des bombardements, n'ont enregistré que 505 des leurs mis hors de combat (2 % de leurs effectifs de fantassins) contre 2 157 pour ceux du 15e corps (9,4 % de leurs effectifs de fantassins). Le 14 août, ce sont les soldats du Midi du 15e corps qui sont les seuls grands vainqueurs de ce premier jour d'offensive. En effet, les pertes allemandes ont été telles que leur commandement a décidé de replier toutes ses troupes frontalières jusqu'à sa ligne de défense de Metz-Morhange-nasse de Dieuze.
Les 15, 16 et 17 août sont donc des journées de progression facilitée. Surtout pour ceux de la 2e armée qui, après avoir un peu avancé vers le nord-est le 14 août, doivent maintenant s’orienter plein nord notamment pour ceux des 15e et 16e corps. Les sept corps d'armée engagés ont tous franchi la frontière et, pour ces trois journées, leurs pertes ne se sont élevées qu'à 786 mis hors de combat soit 0,51 % de leurs 152 983 fantassins engagés le 15 août au matin. Mais, sur ce total, ceux de la 1re armée en ont eu 539. À noter que ce sont les soldats du Midi de la 31e division du 16e corps de Montpellier qui, en progressant de 20 km, sont arrivés le 17 à 17 h 30 jusqu'à Rorbach (sur la ligne de défense allemande dans la nasse de Dieuze) où ils vont résister à toutes les attaques ennemies.

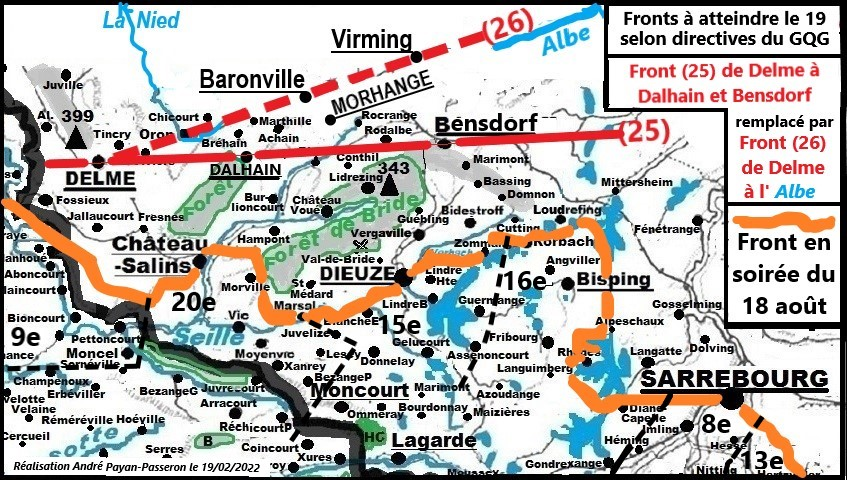
Front en soirée du 18 août avec les fronts 25 et 26 à atteindre le lendemain

#### Les journées des 18 et19 août
Le 18 août, ceux des 8e et 13e corps de la 1re armée de Dubail progressent et font leur entrée dans la petite ville de Sarrebourg évacuée par l’ennemi. Ils sont renforcés sur leur droite par ceux du 21e corps qui descendent les vallées de la Sarre blanche et de la Sarre rouge dans le massif du Donon à partir de la vallée de la Bruche. En revanche, c’est journée de repos pour ceux des 9e, 20e et 15e corps. Mais, sur leur droite, cela n’est pas le cas pour ceux de la 31e division du 16e corps dont les attaques sans artillerie lourde vers le nord (Cutting, Loudrefing et Mittersheim), pour franchir le canal des Salines, échouent. Cependant, ils arrivent à progresser vers l’est jusqu’au canal des Houillères. Au total, ils ont à déplorer 1 895 hommes mis hors de combat soit 16 % de leurs fantassins engagés.
Durant cette journée du 18 août, le général Castelnau commandant la 2e armée reçoit les ordres suivants du GQG concernant la poursuite de l’offensive et le front à atteindre en soirée du 19 août. À 9 h 30, il reçoit d’abord l’ordre no 25 qui précise un front Delme-Dalhain-Bensdorf (noté 25 sur la carte). Mais, à 14 h, le général Castelnau reçoit l’ordre no 26 qui remplace le précédent : le front à atteindre est maintenant celui de Delme-Baronville-Virming-rivière Albe (noté 26 sur la carte).
Un front 25 qui, en date du 19 août, est le seul mentionné et détaillé dans le JMO de la 2e armée comme dans les JMO de ses trois autres grandes unités : 68e DR (2e groupe de DR), 15e corps et 16e corps. En revanche, la partie du front 26 « Marthille-Baronville-gare de Morhange » est celle que le général Foch a fixée à ses troupes.
Durant la journée du 19 août et avec l'accord de Joffre, le général Dubail chef de la 1re armée ne lance à l'attaque que son aile gauche. Attaque par le 8e corps (du général de Castelli) notamment sur Petit-Eich et, réussie, sur Dolving avec l’aide de la 2e armée (détachement Sibille du 16e corps) et du corps de cavalerie Conneau. Au centre, le 13e corps (général Alix) sur le front de Schenckenbusch à Plaine de Walsch et, à droite, le 21e corps (général Legrand-Girarde) sur le front de Plaine de Walsch à Walscheid, restent en défense sur leurs positions.

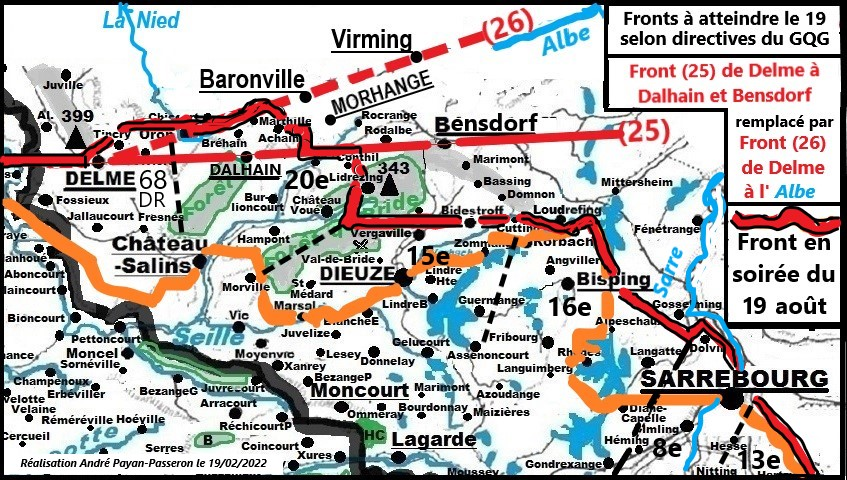
Front en soirée du 19 août avec les fronts 25 et 26 projetés le 18 août par le GQG pour la 2e armée.

En ce qui concerne l’aile droite de la 2e armée, les fronts 25 et 26 projetés ne tenaient aucun compte de l’obstacle majeur constitué par la nasse de Dieuze organisée par les Allemands pour les anéantir. De ce fait, après ses échecs meurtriers de la veille, la 31e division du 16e corps est demeurée en défense vers le nord mais a progressé à l’est jusqu’au canal des Houillères pendant que le « gros » de la 32e division progressait pour la rejoindre. Quant à ceux des 29e et 30e division du 15e corps, en partant de la ligne Marsal-Dieuze-Zommange, ils sont arrivés à conquérir 70 km2 dans la nasse de Dieuze jusqu’au front de 13 km allant du grand carrefour des routes forestières à Vergaville, Bidestroff et Cutting. Mais sans pouvoir progresser au-delà car arrêtés par le barrage meurtrier du feu de la VIe armée allemande retranchée et surpuissante avec son artillerie lourde à longue portée.
Sur l’aile gauche, c’est la 68e DR qui a fortement progressé jusqu’à dépasser la ligne 26 dans le secteur Tincry-Viviers. De même, sur leur droite, ceux de la 39e division (général Dantant) du 20e corps ont atteint cette ligne 26 sur 10 km d’Oron-Fremery jusqu’à Marthille et Achain mais sans atteindre ni Baronville ni Morhange. Commandés par le colonel de Grandmaison, ceux du 153e RI de Toul, partis d’Arracourt à 4 h du matin pour enfin franchir la frontière, ont parcouru facilement 20 km (à vol d’oiseau) avant de conquérir le secteur de Marthille. Premier combat meurtrier durant lequel leur colonel est blessé une première fois.
En revanche, non seulement ceux de la 11e division (général Balfourier) du 20e corps n’ont pas dépassé la ligne 25 mais, de plus, ils ne sont pas intervenus sur leur droite immédiate pour soutenir ceux du 58e RI d’Avignon (15e corps) décimés dans leur attaque contre la cote 343-Lidrezing. Commandés par le commandant Lacapelle, ceux du  4e BCP - partis de Xanrey sur la frontière - ont parcouru facilement 18 km (à vol d’oiseau) pour se positionner dans la commune de Pévange (à deux kilomètres seulement au sud-ouest de Morhange) où ils sont alors en soutien des fantassins des 160e RI de Toul (39e division) et 37e RI de Nancy ( 11e division) placés devant eux. 4e BCP auquel appartient le fils du général commandant la 2e armée : le très jeune sous-lieutenant saint-cyrien Xavier de Castelnau (1892-1914) qui sera tué en combattant le lendemain.

## Du 20 au24 aoûtinclus: La contre-offensive allemande et le repli des Français

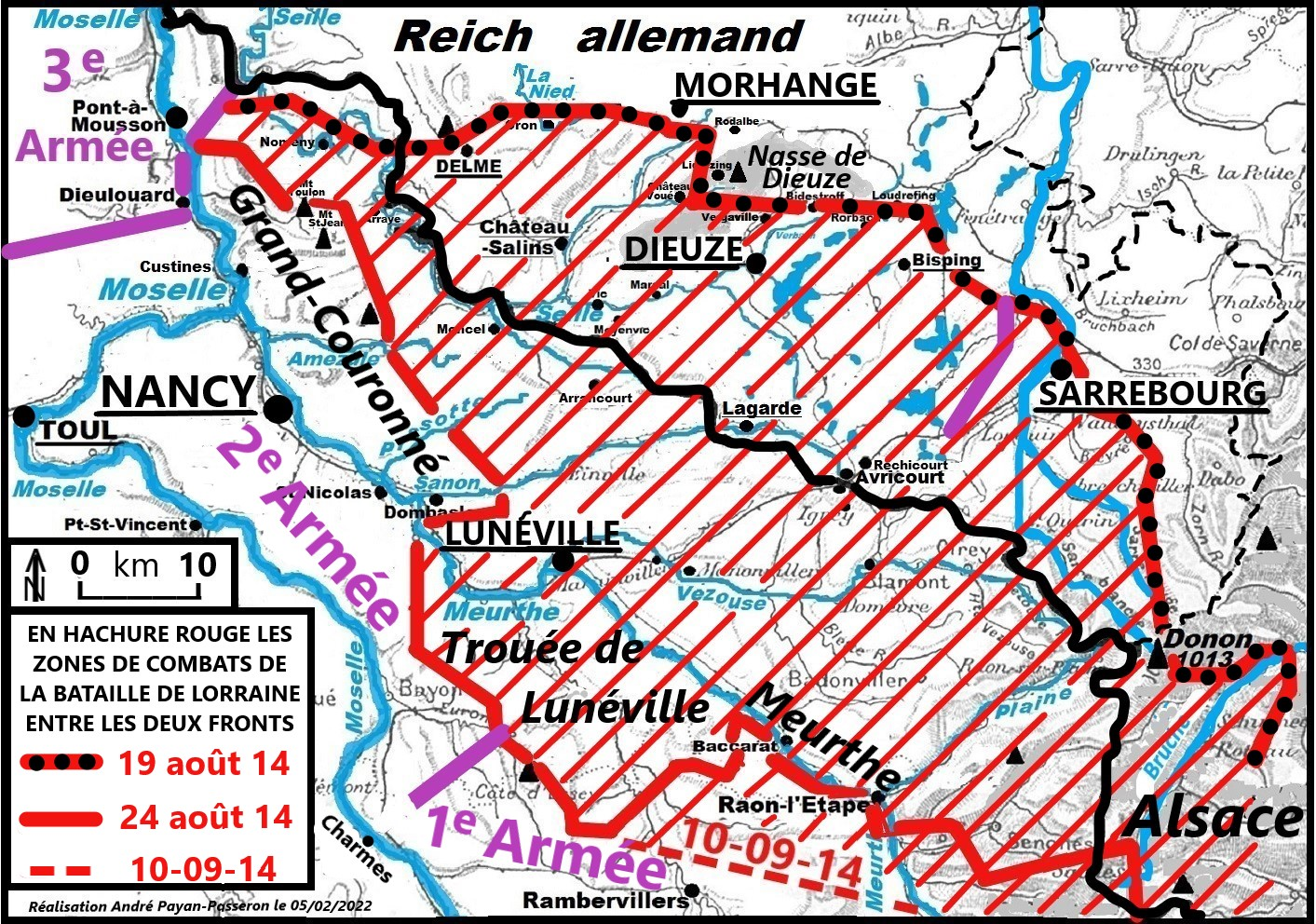
En trait rouge à points noir le front du 20 août au matin et en trait rouge le front du 24 août en soirée avec, en trait noir, la frontière avec l'Allemagne.

### Analyse ressortissant à l'historiographie plus récente
Du 20 au 24 août inclus, il s'agit de la troisième phase de la bataille de Lorraine. Troisième phase qui débute par la terrible et meurtrière journée du 20 août caractérisée par la très puissante contre-offensive victorieuse des VIe et VIIe armées allemandes. Contre-offensive à laquelle résistent d'abord les unités des 2e et 1re armées françaises avant de devoir se replier pour ne pas être anéanties. Et repli très rapide organisé dès les premières heures du 20 août par le général Castelnau (chef de la 2e armée) en direction de « sa » première ligne de défense conçue par lui et avalisée par Joffre qui l'impose au général Dubail (chef de la 1re armée).

#### L'offensive allemande oblige les Français à se replier
Une offensive générale allemande bien plus matinale (dès les 4-5 h du matin) et plus puissante contre la 2e armée du général Castelnau et plus tardive et moins puissante contre les 13e et 21e corps de la 1re armée du général Dubail. Attaquées les premières, les unités françaises de la 2e armée résistent et certaines jusqu'à 9, 10 ou 11 h comme le 2e BCP (11e division du 20e corps de Foch) et celles des 29e, 30e, 31e et 32e divisions des 15e et 16e corps des généraux Espinasse et Taverna.
Leurs pertes sont considérables mais elles sont cumulées sur les deux journées des 19 et 20 août dans la quasi-totalité des JMO. D'après les calculs opérés, on aurait, pour les 177 267 fantassins d'attaque engagés le 19 août au matin, 44 065 mis hors de combat soit 24,9 % de l'effectif. Avec cette répartition par grandes unités : 3 476 (9,7 %) pour le groupe des trois DR, 9 572 (34,8 %) pour le 20e CA, 11 070 (41,4 %) pour le 15e CA, 7 106 (28,7 %) pour le 16e CA, 5 387 (21,9 %) pour le 8e CA, 4 758 (23 %) pour le 13e CA et 2 697 (15,9 %) pour le 21e CA. Et, pour chacune des deux armées : 31 223 mis hors de combat (27,2 %) pour la 2e armée et 12842 (20,6 %) pour la 1re armée. Les différences de pourcentages relèvent essentiellement de deux facteurs : celui de la puissance de feu des attaquants allemands et celui de la résistance des attaqués français. À ce titre, la puissance de feu allemande a été la plus importante dans deux secteurs : celui de la 39e division (20e CA) à l'ouest de Morhange avec 5 898 fantassins mis hors de combat (41,3 %) et celui de la nasse de Dieuze avec 15 513 fantassins mis hors de combat (40,3 %) pour les 29e et 30e divisions du 15e CA et la 31e division du 16e CA. La plus éprouvée étant la 29e division de Nice (commandée par le général Carbillet) qui a conquis le 19 août les 6 km de la croupe de Bidestroff et qui y a résisté le plus longtemps au prix de 7 113 fantassins mis hors de combat (43,6 %). Et 29e division qui sera accusée d'avoir « lâché pied devant l'ennemi » par le sénateur Gervais (après Joffre le 21 août) dans son article publié le 23 août par Le Matin de Paris diffusé dans toute la France.
À noter que du 10 au 20 août 1914, les soldats du Midi du 15e corps d'armée de Marseille commandés par le général Espinasse ont eu 15 306 de leurs fantassins d'attaque mis hors de combat soit 51 % de leur effectif engagé. C'est le corps d'armée qui a eu le plus de pertes, devant le 20e CA de Foch (41 %), et qui a été accusé le 21 août par le généralissime Joffre en ces termes : « J'ai fait replier en arrière le 15e corps qui n'a pas tenu sous le feu et qui a été cause de l'échec » de l'offensive française en Lorraine.
Et à noter aussi que, de toutes les unités d'infanterie, c'est le 111e régiment d'infanterie de la caserne Gazan à Antibes (29e division du 15e CA) qui a été le plus éprouvé avec 75 % de pertes et qui s'est retrouvé réduit à un seul petit bataillon de quelque 800 hommes qui vont continuer à lutter victorieusement lors des combats dans la nasse de Lunéville à partir du 25 août puis de la bataille de la Marne du 7 au 15 septembre 1914.

## Du25 aoûtau15 septembre 1914: la contre-offensive victorieuse des Français

### Analyse ressortissant à l'historiographie plus récente

#### Contre-offensive limitée par le départ de cinq corps d'armée
Cinq départs dans le cadre de la bataille de la Marne : le 15e CA le 4 septembre pour rejoindre la 3e armée du général Sarrail, le 21e CA le 4 septembre pour intégrer la 4e armée du général Langle de Cary, le 13e CA le 11 septembre pour renforcer la 6e armée du général Maunoury et les 8e CA et 20e CA le 13 septembre entre Verdun et Toul pour faire partie de la nouvelle petite 2e armée du général Castelnau.

#### Ouvrages historiques
- Ferdinand Foch, Les principes de la guerre. Conférences faites à l’École supérieure de guerre, Berger-Levrault, 1903.
- Ferdinand Foch, La conduite de la guerre, Berger-Levrault, Paris, 1905.
- Lieutenant-colonel de Grandmaison Louis, Deux conférences aux officiers du centre des hautes études militaires, Berger-Levrault, Paris, 1911.
- La Grande Guerre des Français à travers les archives de la grande collecte, présentation par Clémentine Vidal-Naquet et préface d’Antoine Prost, Mission du centenaire de la Première Guerre Mondiale, Paris, 2018, 511 pages,  (ISBN 979-109-527-501-5).
- Pierre Montagnon. Dictionnaire de la Grande Guerre 1914-1918,  Pygmalion département de Flammarion, Paris, 2013, 941 pages,  (ISBN 978-2-7564-0833-0).
- Hervé Drévillon et Olivier Wieviorka, Histoire militaire de la France (tome II - De 1870 à nos jours), PERRIN-Tempus, Paris, 2022, 958 pages,  (ISBN 978-2-262-09993-0).
- Jean-Yves Le Naour, Dictionnaire de la Grande Guerre, Larousse, Paris, 2014, 496 pages,  (ISBN 978-2-03-589746-6).
- Général Maitrot, Les armées françaises et allemandes, Paris, Berger-Levrault, 1914, 144 p.
- Maurice Genevoix, Ceux de 14, Flammarion, 2013, Paris, 953 pages,  (ISBN 978-2-0813-0985-2).
- Paul Pouradier Duteil (petit-fils du général Paul Edouard Pouradier Duteil), Août 1914, enquête sur une relève, Nicosie, 1997, 316 pages,  (ISBN 9963-8222-0-7).
- Sous la direction de Jean-Pierre Guéno et d’Yves Laplume. Paroles de Poilus – Lettres et carnets du front (1914-1918), Librio, Radio France, 1998, 189 pages,  (ISBN 2-290-31495-1).
- Ralph Schor, Un département de l’arrière – Les Alpes-Maritimes durant la Grande Guerre 1914-1918, Serre Éditeur, 2018, 119 pages,  (ISBN 9-782864-106463).
- Michel Gourdon, Des montagnards dans la Grande Guerre – Péone 1914-1918, Association Péone-Patrimoine, 2016, 101 pages.
- Michel Gourdon, Mouans-Sartoux et la Guerre de 14-18, Centre régional de documentation occitane, Mouans-Sartoux, 2014, 127 pages,  (ISBN 978-2-9509775-8-8).
- André Payan-Passeron, La bataille de Lorraine d'août et septembre 1914 : analyse stratégique et détaillée, Paris, Éditions L'Harmattan, décembre 2021, 424 p., 21 × 30 cm, de la stratégie défensive à la doctrine de l'offensive à outrance avec l'analyse croisée des stratégies internes et externes françaises et allemandes de 1871 à 1914 (pages 15 à 47), en Belgique, dans le Nord et en Lorraine évolution des fronts, des opérations et des pertes du début août au 15 septembre 1914 en 160 cartes couleur explicatives de la main de l'auteur et en 21 tableaux à données comparatives chiffrées, (ISBN 978-2-343-25132-5, présentation en ligne, écouter en ligne)
- André Payan-Passeron, Quelques vérités sur la guerre de 1914-18, L’Harmattan, Paris, 2017, 296 pages,  (ISBN 978-2-343-12515-2).
- Patricia Civel, Albert Pourcel le chasseur alpin aux ailes brisées, Éditions RIC, Cagnes-sur-Mer, 2018, 273 pages,  (ISBN 979-10-92986-34-1).
- Benoit Chenu, Castelnau, « Le quatrième maréchal », Bernard Giovanangeli Éditeur, 2017, 447 pages,  (ISBN 978-2-7587-0204-7).
- Jean d’Esme, Foch, Librairie Hachette, Paris, 1951, 252 pages.
- Élisabeth Greenhalgh, Foch, chef de guerre, Éditions Tallandier, Paris, 2013, 682 pages,  (ISBN 979-10-210-0272-2).
- Jean-Christophe Notin, Foch, Perrin, Paris, 2018, 640 pages,  (ISBN 978-2-262-07695-5).
- Ouvrage collectif, Clemenceau, Librairie Hachette, Paris, 1974, 266 pages.
- Jean Lacouture, De Gaulle (Tome 1-Le rebelle : 1890-1944), Éditions du Seuil, Paris, 1984, 872 pages,  (ISBN 2-02-012121-2).
- Olivier Gaget, Un officier du 15e corps – Carnets de route et lettres de guerre de Marcel Rostin (1914-1916), C’est-à-dire Éditions, 2008, 264 pages,  (ISBN 978-2952756426).
- Maurice Mistre, La légende noire du 15e Corps – L’honneur volé des Provençaux par le feu et l’insulte, Collection un territoire et des hommes, C’est-à-dire Éditions, Forcalquier, 2009, 239 pages,  (ISBN 978295275647-1).
- Jean-Yves Le Naour, La légende noire des soldats du Midi, Vendémiaire Éditions, Paris, 2013, 192 pages,  (ISBN 978-2-36358-075-7).
- Jean-Yves Le Naour, 1914 – La grande illusion, Perrin, Paris, 2012,397 pages,  (ISBN 978-2-262-03034-6).
- Jean-Yves Le Naour, 1914-1918 L’intégrale, Perrin, Paris, 2018, 1 600 pages,  (ISBN 978-2-262-07654-2).
- Max Gallo, 1914 – Le destin du monde, XO Éditions, Paris, 2013, 331 pages,  (ISBN 978-2-266-24603-3).
- André Bach, Fusillés pour l’exemple 1914-1915, Taillandier, Paris, 2003, 617 pages,  (ISBN 978-2-84734-040-8[à vérifier : ISBN invalide]).
- André Bach, Justice militaire 1915-1916, Vendémiaire, Paris, 2013, 594 pages,  (ISBN 978-2-36358-048-1).
- Philippe Pétain, La bataille de Verdun, Éditions Payot, Paris, 1929, 156 pages, réédité par le Éditions Perrin, Paris, 2015, 182 pages,  (ISBN 978-2-262-06405-1).
- Anthologie présentée par Laurent Loiseau et Gérard Bénech. Carnets de Verdun, Librio, 2006, 95 pages,  (ISBN 978-2-290-35405-6).
- Pierre Miquel, Mourir à Verdun, Tallandier, Paris, 2011, 315 pages,  (ISBN 978-2-84734-839-2).
- Jean-Yves Le Naour, 1916 – L’enfer, Perrin, Paris, 2014,374 pages,  (ISBN 978-2-262-03036-0).
- Antoine Prost et Gerd Krumeich, Verdun 1916, Éditions Tallandier, Paris, 2015, 380 pages,  (ISBN 979-10-210-2688-9).
- Sous la direction de Gilles Aubignac et Clémence Raynaud, Verdun, la guerre aérienne, Éditions Pierre de Taillac, Paris, 2016, 216 pages,  (ISBN 9-782364-450844).
- Maurice Baumont, La faillite de la paix (1918-1939), Collection « Peuples et civilisations » sous la direction de Louis Halphen et Philippe Sagnac, Presses Universitaires de France (P.U.F.), Paris, 1945, 817 pages.
- Pierre Léon, Histoire économique et sociale du monde, Tome 5 Guerres et crises – 1914-1947, Armand Colin, Paris, 1977, 624 pages,  (ISBN 2-200-37012-1).
- Tome IV (1871-1918), 1980, 445 pages de l’ouvrage collectif, Histoire de la France contemporaine en 8 volumes, Livre Club Diderot et Éditions sociales, Paris, 1978 à 1981.
- Fernand Braudel, L’identité de la France, Tome 2 Une économie paysanne jusqu’au XXe siècle, Les Éditions Arthaud, Paris, 1986, 477 pages,  (ISBN 2-7003-0595-7).
- Paul Bairoch, Histoire économique et sociale du monde du XVIe siècle à nos jours, Tome III Victoires et déboires  à partir de 1914, Gallimard, 1997, 1 111 pages,  (ISBN 2-07-032978-X).
- Ouvrage collectif, Encyclopædia Universalis en 20 volumes, Encyclopædia Universalis France, Paris, 1975.

#### Articles et revues historiques
- Revue historique des Armées (RHA) du Service historique de la Défense (SHD) au Château de Vincennes (94300) dont certains numéros sont lisibles sur le site :

« http ://www.cheminsdememoire.gouv.fr/fr/revue/archives ».
- « L’armée française en 1914 », No 242 février-mars 2014 sur le site :

«  http ://www.cheminsdememoire.gouv.fr/fr/revue/larmee-francaise-en-1914 ».
- Rémy Porte, « L’armée française en 1914 », article pages 6 à 10 dans « L’armée française en 1914 », No 242 février-mars 2014.
- « Verdun nouvelles approches historiographiques », No 285 octobre-novembre-décembre 2016, 143 pages, ISSN 0035-3299.
- « Mélanges 2018 », No 293 année 2018, 142 pages, ISSN 0035-3299.
- Revue mensuelle L’Histoire ISSN 0182-2411 et notamment son No 61 « 14-18, la catastrophe », 114 pages, avec pages 62 à64, l’article« La République plus forte que l’Empire » de Gerd Krumeich – professeur à l’université Heinrich-Heine de Dusseldorf, vice-président du Centre international de recherche de l’histoire de la Grande Guerre de Péronne.
- Cahiers de la Méditerranée [En ligne] et notamment son dossier 81/ 2010 « La Grande Guerre en Méditerranée » avec l’article « Il en restera toujours quelque chose ? Solder les comptes de la rumeur du XVe corps » de Jean-Yves Le Naour mis en ligne le 15 juin 2011 :

(https ://journals.openedition.org/cdlm/5606).
- Revue mensuelle Historia, ISSN 1270-0835, No 05067, novembre 2018, Mémoires de Poilus, 104 pages avec notamment pages 26 à 54 le dossier de Jean-Yves Le Naour1918-2018 – Mémoires de Poilus, leurs familles racontent ».
- Revue bimestrielle GEOHISTOIRE, Prisma Média  (ISSN 195667855[à vérifier : ISSN invalide]),
- « La Première Guerre mondiale – 1re partie 1870-août 1914 – La marche vers l’apocalypse » No 12 décembre 2013-janvier 2014, 138 pages.
- « La Première Guerre mondiale – 2e partie 1914-1918 – Au cœur des grandes batailles », No 13 février-mars 2014 avec notamment pages 24 à 29, l’interview de l’historien allemand Gerd Krumeich titré «  Il y a eu jusqu’au bout, un tel aveuglement… ».
- Revue bimestrielle Le Figaro-Histoire, « 1914 – L’été meurtrier », no 15 août-septembre 2014, avec notamment, pages 60 à 69, l’article « Les 7 clefs du miracle » de François Cochet (professeur d’histoire contemporaine à l’université de Lorraine-Metz – Membre du conseil scientifique de la Mission du centenaire).
- Publications de L’Express -« Verdun 1916 »– No 16 Spécial 1er trimestre 2016, 82 pages avec notamment l’interview pages 6 à 11 d’Antoine Prost et Gerd Krumeich auteurs du premier livre franco-allemand écrit à quatre mains (Verdun 1916, Tallandier).
- Revue trimestrielle « 14-18 – Le magazine de la Grande Guerre » ISSN 1627-6612, et notamment son No 78 août septembre-octobre 2017 avec pages 46 à 53 l’article de Christophe Robine «  Le général Fournier devant le conseil de guerre, une réhabilitation pour l’Honneur ».
- Revue trimestrielle TRANCHÉES, No 30 juillet-août-septembre 2017 avec notamment pages 64 à 71, l’article de d’Yves Buffetaut« La Big Red One en France 1917-1918 ».
- Revue Nice Historique ISSN 1141-1791 et notamment son No 1 janvier-juin 2015. Nice et la Grande Guerre – De l’accueil à l’entraide, Publication de l’AcadémiaNissarda, 176 pages.
- Le magazine du pays niçois (Sourgentin) ISSN 1243-0773 et notamment son No 234 spécial Décembre2018-Janvier 2019, « 1918 – Et après ? », Nice, 2019, 72 pages,

#### Cartes, atlas, sites et ouvrages de géographie et d’histoire consultés
- Carte topographique IGN no 3514 E au 1/25 000 : « DIEUZE ».
- Carte topographique IGN no 3112 ET au 1/25 000 : « VERDUN ».
- Carte historique IGN au 1/80 000 : « DIEUZE – Bataille des 19 et 20 août 1914 ».
- Carte historique IGN au 1/75 000 : « Bataille de VERDUN 1916 ».
- Carte historique IGN au 1/410 000 : « Grande Guerre 1914-1918 », Mission du Centenaire.
- Sur le site Géoportail : cartes de l’état-major en couleurs (1820-1866) ainsi que les cartes IGN en couleurs pour toute la France et à échelle au gré du demandeur sur le site : « https ://www.geoportail.gouv.fr/carte »
- Cartographie 1914-1919 du front ouest de la première guerre mondiale : cartes au jour le jour du front ouest du 1er août 1914 au 1er janvier 1919 à échelle au gré du demandeur sur le site :« https ://www.carto1418.fr/19181231.php »
- Atlas historique et géographique VIDAL-LABLACHE, Librairie Armand Colin, Paris, 1920, 410 cartes et cartons avec index de 32.000 noms.
- Géographie générale – La France, métropole et colonies, Librairie Delagrave, Paris, 1921, 176 pages.
- Le grand atlas de l’histoire mondiale, Encyclopædia Universalis France et Albin Michel, Paris, 1979, 376 pages,  (ISBN 2-85229-960-7).
- Atlas Universalis, Encyclopædia Universalis France (collaboration avec Encyclopædia-Britannica, Chicago), Paris, 1970, 223 pages.
- Atlas de la Grande Guerre, Soudagne-Krause-Guelton, Hors-Série 2018 de la revue « 14-18 » No 14, 131 pages.
- Atlas routier et touristique-France édition 2005, Michelin et Cie, Clermont-Ferrand, 2004, 468 pages.
- Localisation géographique de chaque commune française à échelle au gré du demandeur accompagnée du résumé succinct Wikipédia la concernant
- Calcul de la distance en kilomètres de l’itinéraire automobile ou pédestre entre deux communes en France sur le site : « https ://www.viamichelin.fr/web/Itineraires ».

#### Archives numérisées du Ministère des Armées sur le site: «Mémoire des  Hommes»
- « https ://www.memoiredeshommes.sga.defense.gouv.fr/fr/article.php?larub=3&titre=premiere-guerre-mondiale »
- Et, dans la rubrique « Conflits et opérations », la page « Première guerre mondiale » avec les « Journaux des unités engagées dans la Première Guerre Mondiale » regroupés en trois parties : Armée de terre, Aéronautique militaire et Marine. Dans la partie « Armée de terre », nous avons particulièrement consulté les :
- [A] - « Journaux des marches et opérations (JMO) » - précisés au fur et à mesure dans notre ouvrage et qui concernent tant les « JMO des grandes unités – 26 N 1 à 570 » que les « JMO des régiments et bataillons – 26 N 571 à 1370 » et cela pour toutes les armes et fonctions : infanterie, cavalerie, artillerie, génie, gendarmerie, services de santé, ambulances, brancardiers, etc…. Ont donc été particulièrement consultés les JMO des Armées françaises, des Corps d’armée, des Divisions, des Brigades, des Régiments et des Bataillons de chasseurs pour l’infanterie.

« https ://www.memoiredeshommes.sga.defense.gouv.fr/fr/arkotheque/inventaires/ead_ir_consult.php?fam=3&ref=FR_SGA_JMO_1ere_GM_00001 »
- [B] - « Armées françaises dans la Grande Guerre (AFGG) », ouvrage en XI tomes et 107 volumes (publiés de 1922 à 1939) qui présentent une relation générale et officielle des opérations menées par les unités engagées avec Annexes et Cartes.

« https ://www.memoiredeshommes.sga.defense.gouv.fr/fr/arkotheque/inventaires/ead_ir_consult.php?fam=11&ref=FRSHD_AFGG_ead »
- [C] – Les « Résumés historiques d’unités » rédigés après la Grande-Guerre.

« https ://www.memoiredeshommes.sga.defense.gouv.fr/fr/article.php?larub=51&titre=historiques-regimentaires-des-unites-engagees-dans-la-1re-guerre-mondiale »
- [D] – Les « Fiches individuelles des soldats et officiers morts pour la France ».

« https ://www.memoiredeshommes.sga.defense.gouv.fr/fr/arkotheque/client/mdh/base_morts_pour_la_france_premiere_guerre/index.php »
- (5)  Les numéros archivés de la Revue historique des Armées (RHA) du Service historique de la Défense (SHD) sur le site :  « Chemins de Mémoire »

« http ://www.cheminsdememoire.gouv.fr/fr/revue/archives »
- (6)  	Documents de la Bibliothèque numérique Gallica de la Bibliothèque nationale de France (B.N.F.) sur le site :   « gallica.bnf.fr » et notamment ceux sur la Guerre 14-18 « https ://gallica.bnf.fr/html/und/histoire/premiere-guerre-mondiale?mode=desktop » - Rubrique « Vestiges 1914-1918 », avec notamment les études et rapports de l’État-major des armées (Service historique-France)